# ドックサイドダイナー
ドックサイドダイナー（Dockside Diner）は、東京ディズニーシーのアメリカンウォーターフロントにあるカウンターサービスのレストランである。
| ドックサイドダイナー | ドックサイドダイナー |
| -------------------- | -------------------- |
| オープン日           | 2018年8月20日        |
| スポンサー           | 山崎製パン           |
| タイプ               | サービスタイプ       |
| 座席数               | 約470席              |
| アルコール           | ○                    |
| PS                   | ×                    |

## 概要
2018年3月31日をもってクローズした「セイリングデイ・ブッフェ」を改装してオープンしたレストラン。
にぎやかなアメリカンウォーターフロントにある貨物倉庫を改装して作られたレストランをテーマとし、豪華客船での船旅に出航する人や港で働く人たちが、気軽に食べられるような料理としてサンドイッチや季節限定メニューやデザートなどが提供されている。
前身の「セイリングデイ・ブッフェ」に引き続き山崎製パンがこのレストランの提供をしている。
2019年12月26日よりダッフィー&フレンズの新キャラクター「クッキー・アン」のストーリーから着想したメニューが販売された。
2020年3月27日より開催される「クッキー・アンのグリーティングドライブ」に合わせ、同日から新メニューが販売されるほか、レストランの入口や店内には、クッキー・アンにちなんだデコレーションが施される。